# 2NE1
2NE1 (hangul: 투애니원) – południowokoreański girlsband założony przez YG Entertainment w 2009 roku, aktywny w latach 2009-2016, który reaktywował się w 2024 roku. Grupa składa się z czterech członkiń: CL, Bom, Dara oraz Minzy. Znane z łamania typowych stereotypów K-popu, eksperymentów muzycznych, mody i prezencji na scenie, są uznawane za pionierki w rozszerzaniu stylów dziewczęcych grup w koreańskim przemyśle muzycznym i stały się jednymi z czołowych postaci koreańskiej fali.
Zespół zadebiutował singlem „Lollipop”, który został nagrany przy współpracy z zespołem Big Bang dla LG Cyon. Kolejny singel, „Fire”, został wydany 6 maja 2009 roku. Od tamtego czasu grupa wydała dwa tytułowe minialbumy: 2NE1 1st Mini Album (2009) i 2NE1 2nd Mini Album (2011), oraz dwa albumy studyjne To Anyone i Crush. Na pierwszym minialbumie znalazł się singel „I Don't Care”, który zdobył nagrodę „Piosenka Roku” na 2009 Mnet Asian Music Awards. Ich kolejne single, takie jak „Go Away”, „Lonely” i „I Am the Best”, również były udane. Piosenka „I Am the Best” wygrała kolejną nagrodę „Piosenka Roku” w 2011 roku.
2NE1 oficjalnie zadebiutowały w Japonii we wrześniu 2011 roku, z japońską wersją ich drugiego minialbumu, zatytułowanego Nolza. Od tamtego czasu grupa wydała w Japonii jeden studyjny album, Collection, i dwa single. W 2012 roku „New York Times” nazwał występ 2NE1 w Prudential Center w New Jersey, jednym z "Najlepszych Koncertów 2012". W październiku 2012 roku Zack Greenburg z magazynu „Forbes” wspomniał, że 2NE1 sprzedało 27 milionów singli digital download.
2NE1 wydały swój ostatni album studyjny, Crush, w 2014 roku. Był to pierwszy album koreańskiego artysty, który wszedł do pierwszej setki amerykańskiej listy Billboard 200, debiutując na 61. miejscu, i pozostał najwyżej notowanym koreańskim albumem przez ponad dwa lata. Pod koniec 2014 roku 2NE1 zgromadziły łącznie dziewięć singli na pierwszym miejscu listy Gaon Digital Chart, stając się grupą z największą liczbą singli numer jeden w Korei Południowej w tamtym czasie. Po przerwie w działaniu grupy Minzy ogłosiła swoje odejście z 2NE1 w kwietniu 2016 roku, a YG Entertainment ogłosiło rozwiązanie pozostałych trzech członkiń w listopadzie tego samego roku. Ich ostatni singiel „Goodbye”, został nagrany jako trio i wydany w styczniu 2017 roku.
W kwietniu 2022 roku 2NE1 wystąpiły po raz pierwszy od czasu swojego rozwiązania, zaskakując publiczność reunionem na Coachelli. W 2024 roku ponownie się zjednoczyły z okazji 15. rocznicy debiutu i planują wyruszyć w światową trasę koncertową, która ma rozpocząć się w październiku 2024 roku i trwać do 2025 roku.

## Historia

### 2009–2010: Debiut i sukces komercyjny

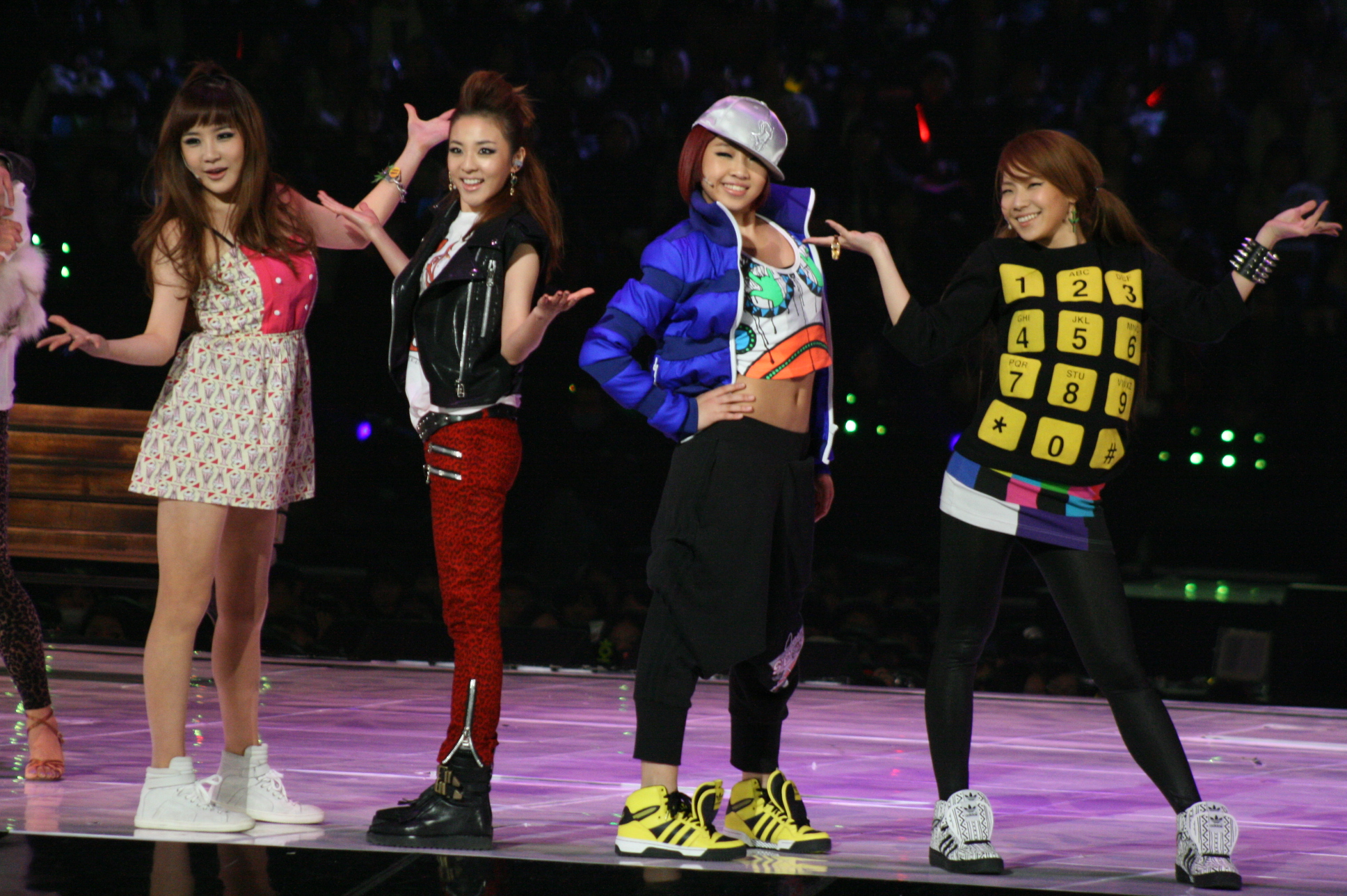
2NE1 podczas MAMA w 2009 roku.

W styczniu 2009 roku wytwórnia YG Entertainment ogłosiła, że w lipcu zaprezentuje nowy girlsband, żeńskie wydanie grupy Big Bang, z trzema członkiniami: CL, Bom i Minzy. Następnie rzecznik wytwórni ogłosił, że Dara jako czwarta członkini dołączy do grupy. Grupa zadebiutowała 27 marca 2009 roku pod nazwą 2NE1 z singlem zatytułowanym „Lollipop”, który został nagrany wspólnie z grupą Big Bang. Piosenka z singla pod tym samym tytułem posłużyła firmie LG przy reklamie swojego nowego telefonu komórkowego LG Cyon. Piosenka osiągnęła pierwsze miejsce na kilku internetowych listach przebojów m.in. na internetowej liście przebojów kanału telewizyjnego Mnet, gdzie gościła cztery tygodnie z rzędu.
Pomimo tego, że 2NE1 pojawiły się wraz z grupą Big Bang przy promocyjnym singlu „Lollipop” w marcu 2009 roku, to singel „Fire” był oficjalnym debiutem grupy. Singel ten został wydany 6 maja w dwóch różnych wersjach. Zarówno piosenka, jak i grupa stały się bardzo popularne w internecie, piosenka znalazła się na szczycie internetowej listy przebojów Mnet, a nazwa grupy stała się najczęściej wyszukiwanym hasłem w serwisie internetowym Naver. 1 lipca 2009 roku ukazał się ich drugi singel „I Don't Care”, którego produkcją zajął się Teddy Park i Kush. Podobnie jak „Fire”, okazał się wielkim sukcesem. Następnie poinformowano, że debiutancki minialbum grupy zostanie wydany 8 lipca pod nazwą 2NE1. Pięć utworów z minialbumu 2NE1 znalazło się w pierwszej setce na liście Melon na koniec 2009 roku najwięcej spośród wszystkich wykonawców i doprowadziło do tego, że minialbum został uznany za jeden z najbardziej udanych albumów cyfrowych w historii k-popu według niezależnej grupy informacyjnej Star News.

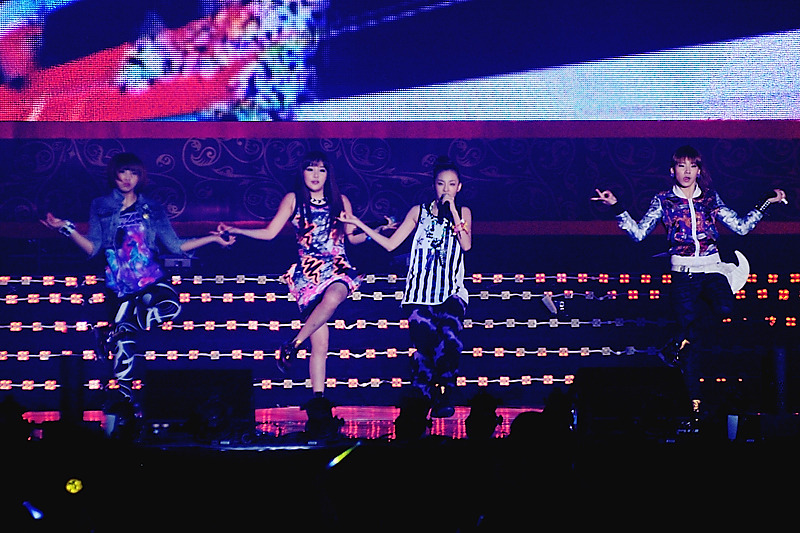
2NE1 na koncercie Lotte Duty Free w 2010 roku.

W lutym 2010 roku grupa wydała piosenkę „Try to Follow Me”, w celu promowania telefonu komórkowego Samsung Corby. Piosenka znalazła się również na pierwszym albumie To Anyone, który ukazał się 9 września, album zadebiutował na siódmym miejscu listy Billboard World Album Chart. Kilka z dwunastu utworów znajdujących się na albumie zostało wydanych jako single, m.in. „Clap Your Hands”, „Can't Nobody” i „Go Away”. 2NE1 była pierwszą grupą w historii k-popu, której trzy single z jednego albumu znalazły się na szczycie różnych list przebojów programów muzycznych i była pierwszym artystą, który znalazł się na szczycie listy przebojów Inkigayo przez cztery kolejne tygodnie. Teledysk o tematyce Halloween do czwartego singla z To Anyone, „It Hurts (Slow)”, został wydany 31 października. 26 listopada została wydana piosenka „Don't Stop the Music” nagrana jako „specjalny prezent dla tajskich fanów”.

### 2011–2012: Japoński debiut, międzynarodowy przełom

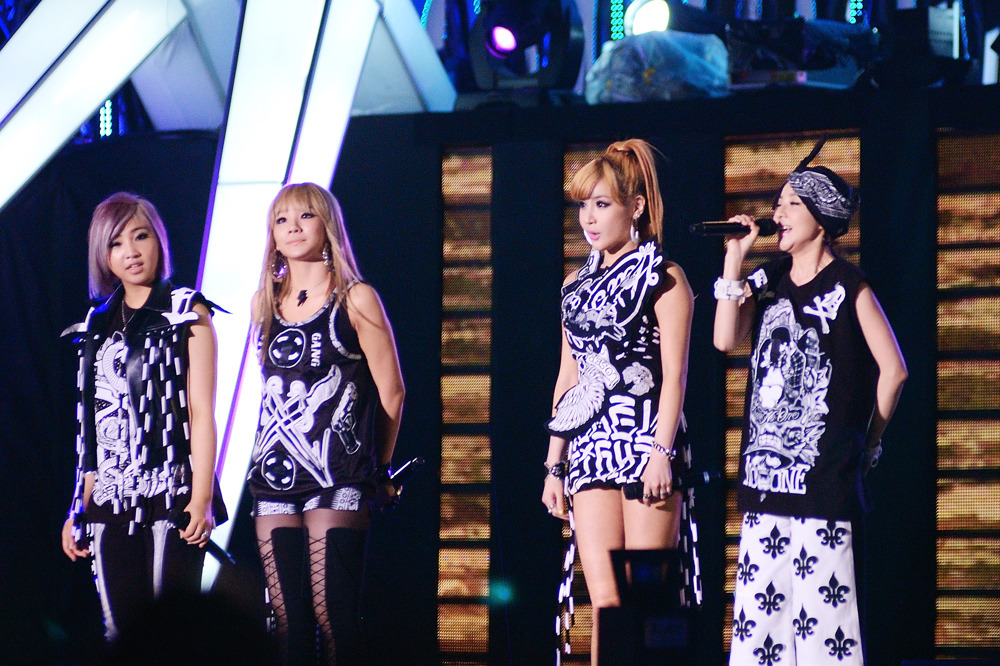
2NE1 na Incheon Korean Music Wave 2011

19 stycznia 2011 roku, anglojęzyczna wersja „Can't Nobody” została wydana przez japońskiego sprzedawcę cyfrowego Recochoku jako dzwonek i halodzwonek. Japoński debiutancki singel grupy, „Go Away”, został wydany jako dzwonek 9 marca, a następnie wykorzystany jako piosenka przewodnia japońskiego porannego programu informacyjnego Mezamashi TV emitowanego w Fuji TV. Pierwszy koreański minialbum „2NE1” został wydany w Japonii 16 marca jednak z powodu trzęsienia ziemi i tsunami w Tōhoku działania promocyjne grupy zostały odwołane. A plany ich japońskiego debiutu w programie Music Station zostały przełożone. Grupa wzięła udział w kampanii Naver „Pray for Japan” wraz z innymi koreańskimi gwiazdami, aby zebrać fundusze dla ofiar trzęsienia ziemi.
28 lipca 2011 roku grupa wydała drugi minialbum, „2NE1”, na której znalazły się takie hity jak „Lonely”, „I Am the Best”, „Ugly” oraz „Hate You”. Minalbum był promowany przez singel „Ugly”. W październiku MTV Iggy zorganizowało globalny konkurs, w którym 10 zespołów z całego świata rywalizowało w głosowaniu o tytuł „Najlepszego Nowego Zespołu”. 10 listopada grupa 2NE1 zdobyła ten tytuł ze swoją piosenką „I Am the Best”.

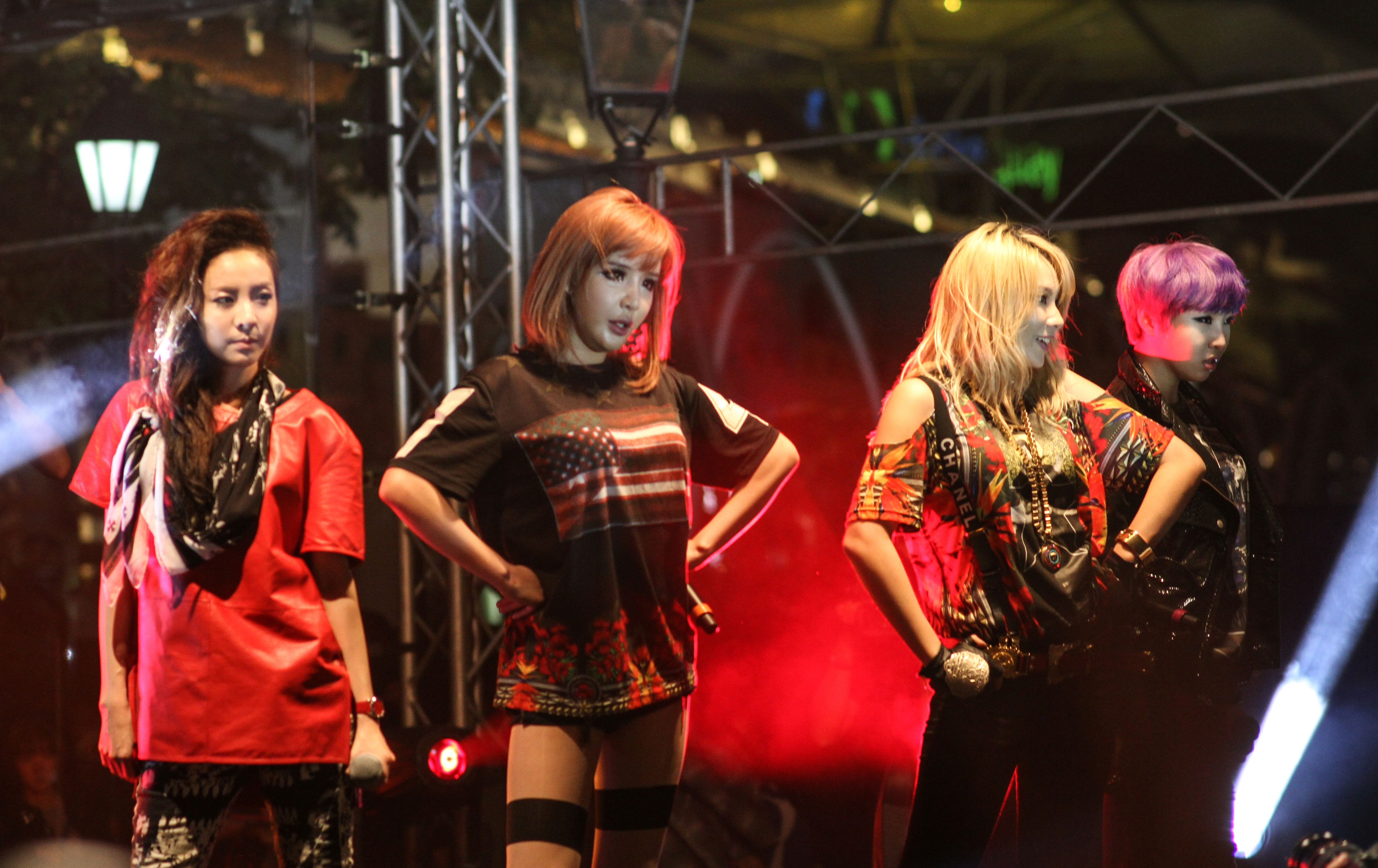
2NE1 występujące w Clarke Quay w listopadzie 2012 r.

28 marca 2012 roku, 2NE1 wydały swój pierwszy japoński album Collection wraz z drugim japońskim singlem „Scream”. Na albumie znalazły się japońskie wersje ich koreańskich piosenek, takich jak „Love Is Ouch”, „Fire” i „I Don't Care”, a także cover przeboju Madonny „Like A Virgin” z 1984 roku. Album osiągnął 5. miejsce na liście Oricon Daily Chart i sprzedał się w Japonii w ponad 32 000 egzemplarzy. W maju 2012 roku 2NE1 wystąpiły na ceremonii otwarcia Expo 2012 w Yeosu. Grupa zakończyła swoje japońskie promocje występem na gali MTV Video Music Awards Japan 2012, która odbyła się 23 czerwca w Makuhari Messe, gdzie zdobyła nagrodę „Najlepszy Teledysk Nowego Artysty” za „I Am the Best”. 5 lipca w Korei został wydany singel „I Love You”, zdobywając szczyt Gaon Digital Chart i stając się ich szóstym singlem numer jeden. Pod koniec lipca grupa wyruszyła w swoją pierwszą światową trasę „New Evolution Global Tour”, która trwała do 1 grudnia.

### 2013–2014: Globalne uznanie
W 2013 roku dziewczyny wydały trzy single „Falling in Love” 8 lipca, singel ten został uznany przez czytelników serwisu MTV Iggy za „Piosenkę lata”. Kolejny był „Do You Love Me”, który ukazał się 7 sierpnia. Trzeci i zarazem ostatni singel grupy w 2013 roku został wydany 21 listopada i nosił tytuł „Missing You”. Singel znalazł się na szczycie Gaon Digital Chart i osiągnął ponad milion pobrań w Korei Południowej.

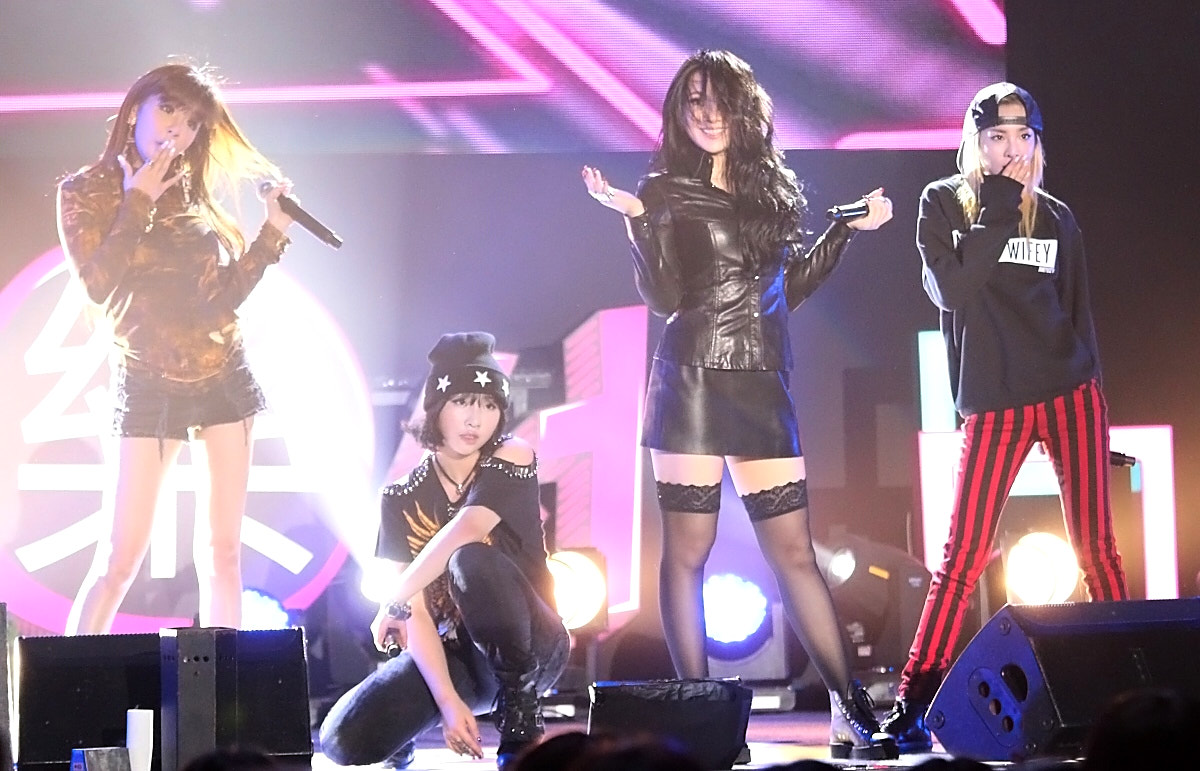
Występ 2NE1 w 2013 roku.

Rok 2014 grupa rozpoczęła od wydania swojego drugiego albumu studyjnego zatytułowanego Crush i dwóch singli „Come Back Home” i „Gotta Be You”, całość została wydana 27 lutego. Billboard umieścił Crash na pierwszym miejscu wśród najlepszych albumów k-popowych roku, gdzie uznano, że „okazał się więcej niż wart prawie czterech lat oczekiwania”, podkreślono również, że płyta jest wkroczeniem na nowe terytorium dźwiękowe z fuzją różnych gatunków. Po wydaniu albumu Crush grupa wyruszyła w swoją trzecią trasę koncertową, „All or Nothing World Tour”. 2NE1 dały 20 koncertów w 16 miastach w Chinach, Singapurze, Tajwanie, Tajlandii, Filipinach, Japonii i Malezji między marcem a październikiem.

### 2015–2017: Końcowe działania, przerwa, odejście Minzy i rozpad zespołu

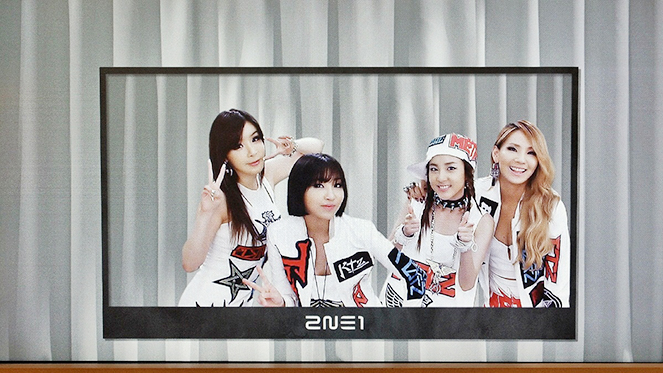
2NE1 w k-popowym hologramie

Po zniknięciu Bom z przemysłu rozrywkowego w poprzednim roku po śledztwie dotyczącym przemytu niedozwolonych tabletek zawierających amfetaminę pozostałe członkinie 2NE1 zaczęły uczestniczyć w niezależnych przedsięwzięciach przez resztę 2015 roku, powodując tym samym przerwę grupy. Jedyną aktywnością grupową 2NE1 w 2015 roku był zaskakujący występ na gali MAMA w Hongkongu, gdzie po występie CL, grupa ponownie połączyła się, aby wykonać „Fire” i „I Am the Best”.
4 kwietnia 2016 roku YG Entertainment podało, że Minzy opuszcza grupę. Następnie sama Minzy ogłosiła na Instagramie, że od teraz planuje karierę solową i obiecała, że pojawi się niebawem. 25 listopada 2016 roku firma ogłosiła, że 2NE1 zostanie rozwiązane, ale CL i Dara pozostaną w firmie jako solowe artystki, zaś z Bom kontrakt zostanie rozwiązany.
21 stycznia 2017 roku grupa wydała swój ostatni singel „Goodbye”, który został nagrany przez trzy pozostałe członkinie, zainspirowany listem, który CL napisała do Minzy po tym, jak opuściła grupę. Piosenka stała się ich drugim singlem, który znalazł się na szczycie listy Billboard World Digital Songs Chart.

### Od 2022: występ na Coachelli i światowa trasa koncertowa z okazji 15. rocznicy
16 kwietnia 2022 roku wszystkie cztery członkinie grupy spotkały się ponownie, by wykonać piosenkę „I Am the Best” na Coachella. Był to pierwszy występ grupy od ponad sześciu lat, po raz ostatni można było je zobaczyć na gali MAMA w grudniu 2015 roku.
22 lipca 2024 roku YG Entertainment ogłosiło, że 2NE1 ponownie się zjednoczy „w celu zorganizowania serii koncertów z okazji 15. rocznicy ich debiutu”. Trasa koncertowa ma rozpocząć się w Seulu w październiku 2024 roku i będzie kontynuowana przez cały 2025 rok.

## Skład
| Wizerunek | Pseudonim   | Pseudonim | Prawdziwe imię | Prawdziwe imię | Data urodzenia         | Miejsce urodzenia       | Pozycja                                 |
| Wizerunek | Latynizacja | Hangul    | Latynizacja    | Hangul         | Data urodzenia         | Miejsce urodzenia       | Pozycja                                 |
| --------- | ----------- | --------- | -------------- | -------------- | ---------------------- | ----------------------- | --------------------------------------- |
|           | CL          | 씨엘      | Lee Chae-rin   | 이채린         | 26 lutego 1991(dts)    | Seul, Korea Południowa  | liderka, wokal, główna raperka          |
|           | Bom         | 봄        | Park Bom       | 박봄           | 24 marca 1984(dts)     | Seul, Korea Południowa  | główny wokal                            |
|           | Dara        | 다라      | Sandara Park   | 박산다라       | 12 listopada 1984(dts) | Pusan, Korea Południowa | wokal, tancerka                         |
|           | Minzy       | 민지      | Gong Min-ji    | 공민지         | 18 stycznia 1994(dts)  | Seul, Korea Południowa  | główna tancerka, wokal, raperka, maknae |

## Dyskografia

### Albumy studyjne
| Rok                                            | Dane dot. albumu                                                                                      | Najwyższa pozycja | Najwyższa pozycja | Najwyższa pozycja | Sprzedaż        |
| Rok                                            | Dane dot. albumu                                                                                      | KOR               | JPN               | Billboard 200     | Sprzedaż        |
| Koreańskie                                     | Koreańskie                                                                                            | Koreańskie        | Koreańskie        | Koreańskie        | Koreańskie      |
| ---------------------------------------------- | --- | ----------------- | ----------------- | ----------------- | --------------- |
| 2010                                           | To Anyone - Wydany: 9 września 2010 - Wytwórnia: YG Entertainment - Format: CD, digital download      | 1                 | 27                | –                 | - KOR: 167 308  |
| 2014                                           | Crush - Wydany: 27 lutego 2014 - Wytwórnia: YG Entertainment, KT Music - Format: CD, digital download | 2                 | 26                | 61                | - KOR: 68 951+  |
| Japońskie                                      | |                   |                   |                   |                 |
| 2012                                           | COLLECTION - Wydany: 28 marca 2012 - Wytwórnia: YGEX - Format: CD, digital download                   | 2                 | 5                 | –                 | - JPN: 42 269+. |
| 2014                                           | CRUSH - Wydany: 25 czerwca 2014 - Wytwórnia: YGEX - Format: CD, winyl, digital download               | –                 | 4                 | –                 | - JPN: 26 691+  |
| "–" oznacza, że wydawnictwo nie było notowane. | |                   |                   |                   |                 |

### Minialbumy
| Rok                                            | Dane dot. albumu | Najwyższa pozycja | Najwyższa pozycja | Najwyższa pozycja | Sprzedaż        |
| Rok                                            | Dane dot. albumu | KOR               | JPN               | US Heat           | Sprzedaż        |
| Koreańskie                                     | Koreańskie | Koreańskie        | Koreańskie        | Koreańskie        | Koreańskie      |
| ---------------------------------------------- | --- | ----------------- | ----------------- | ----------------- | --------------- |
| 2009                                           | 2NE1 1st Mini Album - Wydany: 8 lipca 2009 - Wytwórnia: YG Entertainment, Rhythm Zone - Format: LP, digital download | 1                 | 24                | –                 |                 |
| 2011                                           | 2NE1 2nd Mini Album - Wydany: 28 lipca 2011 - Wytwórnia: YG Entertainment - Format: LP, digital download             | 1                 | 16                | 34                | - KOR: 108 836+ |
| Japońskie                                      | |                   |                   |                   |                 |
| 2011                                           | Nolza - Wydany: 21 września 2011 - Wytwórnia: YGEX - Format: LP, digital download                                    | –                 | 1                 | –                 | - JPN: 25 436+  |
| "–" oznacza, że wydawnictwo nie było notowane. | |                   |                   |                   |                 |

### Single
| 2009                                           | „Lollipop” (wraz z Big Bang)          | –               | –                 | 2NE1 1st Mini Album |
| 2009                                           | „Fire”                                | 1               | –                 | 2NE1 1st Mini Album |
| 2009                                           | „I Don't Care”                        | 1               |                   | 2NE1 1st Mini Album |
| 2010                                           | „Nal ttala haebwayo (날 따라 해봐요)” | 1               | - KOR: 1 703 377+ | To Anyone           |
| 2010                                           | „Bagsuchyeo (박수쳐)”                 | 3               | - KOR: 1 841 485+ | To Anyone           |
| 2010                                           | „Go Away”                             | 1               | - KOR: 2 444 933+ | To Anyone           |
| 2010                                           | „Can't Nobody”                        | 2               | - KOR: 2 327 146+ | To Anyone           |
| 2010                                           | „Apa (Slow) (아파 (Slow))”            | 4               | - KOR: 1 770 787+ | To Anyone           |
| 2010                                           | „Don't Stop the Music”                | 3               |                   | 2NE1 2nd Mini Album |
| 2011                                           | „Lonely”                              | 1               | - KOR: 2 935 930+ | 2NE1 2nd Mini Album |
| 2011                                           | „I Am the Best (내가 제일 잘 나가)”   | 1               | - KOR: 3 467 674+ | 2NE1 2nd Mini Album |
| 2011                                           | „Hate You”                            | 3               | - KOR: 2 577 420+ | 2NE1 2nd Mini Album |
| 2011                                           | „Ugly”                                | 1               | - KOR: 3 005 896+ | 2NE1 2nd Mini Album |
| 2012                                           | „I Love You”                          | 1               | - KOR: 2 777 520+ | –                   |
| 2013                                           | „Falling in Love”                     | 1               | - KOR: 885 446+   | –                   |
| 2013                                           | „Do You Love Me”                      | 3               | - KOR: 638 002+   | –                   |
| 2013                                           | „Missing You (그리워해요)”            | 1               | - KOR: 1 083 310+ | –                   |
| 2014                                           | „Come Back Home”                      | 1               | - KOR: 1 294 905+ | Crush               |
| „Gotta Be You (너 아님 안돼)”                  | 3                                     | - KOR: 930 879+ |                   | Crush               |
| 2017                                           | „Goodbye” (안녕)                      | 23              | - KOR: 113 822+   | –                   |
| "–" oznacza, że wydawnictwo nie było notowane. |                                       |                 |                   |                     |

## Osiągnięcia

### Zwycięstwa w programach muzycznych
| Rok  | Data           | Piosenka      |
| ---- | -------------- | ------------- |
| 2009 | 17 lipca       | I Don't Care  |
| 2009 | 24 lipca       | I Don't Care  |
| 2009 | 31 lipca       | I Don't Care  |
| 2009 | 7 sierpnia     | I Don't Care  |
| 2009 | 14 sierpnia    | I Don't Care  |
| 2010 | 17 września    | Can't Nobody  |
| 2010 | 24 września    | Go Away       |
| 2010 | 1 października | Go Away       |
| 2011 | 5 sierpnia     | I Am the Best |

| Rok  | Data            | Piosenka        |
| ---- | --------------- | --------------- |
| 2009 | 14 czerwca      | Fire            |
| 2009 | 21 czerwca      | Fire            |
| 2009 | 26 lipca        | I Don't Care    |
| 2009 | 2 sierpnia      | I Don't Care    |
| 2009 | 9 sierpnia      | I Don't Care    |
| 2010 | 19 września     | Can't Nobody    |
| 2010 | 26 września     | Can't Nobody    |
| 2010 | 3 października  | Can't Nobody    |
| 2010 | 10 października | Go Away         |
| 2011 | 29 maja         | Lonely          |
| 2011 | 17 lipca        | I Am the Best   |
| 2011 | 7 sierpnia      | Ugly            |
| 2011 | 14 sierpnia     | Ugly            |
| 2013 | 21 lipca        | Falling in Love |
| 2013 | 1 grudnia       | Missing You     |
| 2013 | 8 grudnia       | Missing You     |
| 2014 | 16 marca        | Come Back Home  |

| Rok  | Data           | Piosenka        |
| ---- | -------------- | --------------- |
| 2009 | 23 lipca       | I Don't Care    |
| 2009 | 6 sierpnia     | I Don't Care    |
| 2009 | 13 sierpnia    | I Don't Care    |
| 2009 | 20 sierpnia    | I Don't Care    |
| 2010 | 16 września    | Clap Your Hands |
| 2010 | 23 września    | Can't Nobody    |
| 2010 | 30 września    | Can't Nobody    |
| 2010 | 7 października | Can't Nobody    |
| 2011 | 4 sierpnia     | Ugly            |
| 2013 | 18 lipca       | Falling in Love |
| 2013 | 15 sierpnia    | Do You Love Me  |
| 2013 | 28 listopada   | Missing You     |
| 2013 | 5 grudnia      | Missing You     |
| 2014 | 20 marca       | Come Back Home  |
| 2014 | 27 marca       | Come Back Home  |

| Rok  | Data            | Piosenka        |
| ---- | --------------- | --------------- |
| 2013 | 20 lipca        | Falling in Love |
| 2013 | 30 października | Missing You     |

### Reszta nagród
- Cyworld Digital Music Awards: Piosenka miesiąca Lollipop (czerwiec 2009)
- Cyworld Digital Music Awards: Debiutant miesiąca (maj 2009)
- Cyworld Digital Music Awards: Piosenka miesiąca Fire (maj 2009)
- Cyworld Digital Music Awards: Piosenka miesiąca I Don't Care (lipiec 2009)
- Mnet 20's Choice Awards: Gorąca Nowa Gwiazda (sierpień 2009)
- Mnet 20's Choice Awards: Gorąca Gwiazda CF (sierpień 2009)
- Mnet 20's Choice Awards: Gorąca Piosenka Online Fire (sierpień 2009)
- 6th Asia Song Festival: Najlepszy Azjatycki Debiutant (wrzesień 2009)
- 2009 Style Icon Awards: Najlepsza żeńska grupa
- Cyworld Digital Music Awards: Piosenka miesiąca Park Bom – You And I (listopad 2009)
- 2009 Cyworld Digital Music Awards: Najlepiej Sprzedający Się Artysta (marzec 2010)
- 2009 Cyworld Digital Music Awards: Najlepsza Nowa Grupa (marzec 2010)
- 2009 Cyworld Digital Music Awards: Najlepsza Piosenka (marzec 2010)
- 2009 Cyworld Digital Music Awards: Najlepszy Artysta (marzec 2010)
- 2009 Cyworld Digital Music Awards: Nagroda Top-10 (marzec 2010)
- 2009 Cyworld Digital Music Awards: Nagroda Top-10 (marzec 2010)
- Cyworld Digital Music Awards: Piosenka miesiąca Go Away (wrzesień 2010)
- 2010 Style Icon Awards: Najlepsza żeńska grupa
- Nominacja World music Awards (marzec 2013)

### Najważniejsze nagrody
| Rok  | Nominowana praca | Nagroda                                     | Wynik     |
| ---- | ---------------- | ------------------------------------------- | --------- |
| 2009 | 2NE1             | Najlepsze nowe artystki                     | Wygrana   |
| 2009 | I Don't Care     | Najlepszy występ taneczny                   | Nominacja |
| 2009 | I Don't Care     | Piosenka roku                               | Wygrana   |
| 2009 | Fire             | Najlepszy teledysk                          | Wygrana   |
| 2010 | 2NE1             | Najlepsza kobieca grupa                     | Wygrana   |
| 2010 | 2NE1             | Artysta roku                                | Wygrana   |
| 2010 | To Anyone        | Album roku                                  | Wygrana   |
| 2010 | Can't Nobody     | Najlepszy kobiecy występ taneczny           | Nominacja |
| 2010 | Can't Nobody     | Teledysk roku                               | Wygrana   |
| 2010 | Can't Nobody     | Piosenka roku                               | Nominacja |
| 2011 | Lonely           | Najlepszy grupowy występ wokalny            | Wygrana   |
| 2011 | 2NE1             | Najlepsza kobieca grupa                     | Nominacja |
| 2011 | 2NE1             | Artysta roku                                | Nominacja |
| 2011 | I Am the Best    | Najlepszy kobiecy i grupowy występ taneczny | Nominacja |
| 2011 | I Am the Best    | Piosenka roku                               | Wygrana   |
| 2011 | 2NE1             | Album roku                                  | Nominacja |
| 2012 | 2NE1             | Najlepsza kobieca grupa                     | Nominacja |
| 2012 | 2NE1             | Najlepsza międzynarodowa kobieca grupa      | Nominacja |
| 2013 | 2NE1             | Artysta roku                                | Nominacja |
| 2013 | 2NE1             | Najlepsza kobieca grupa                     | Nominacja |
| 2014 | 2NE1             | Najlepsza kobieca grupa                     | Nominacja |
| 2014 | 2NE1             | Artysta roku                                | Nominacja |

| Rok  | Nominowana praca | Nagroda                              | Wynik     |
| ---- | ---------------- | ------------------------------------ | --------- |
| 2009 | 2NE1             | Debiutant roku                       | Wygrana   |
| 2009 | 2NE1             | Top 10                               | Wygrana   |
| 2010 | Go Away          | Piosenka miesiąca (Październik)      | Wygrana   |
| 2010 | Go Away          | Gorąca popularna piosenka            | Nominacja |
| 2010 | 2NE1             | Top 10                               | Wygrana   |
| 2010 | 2NE1             | Artysta roku                         | Nominacja |
| 2010 | 2NE1             | Najlepiej ubrane piosenkarki         | Nominacja |
| 2010 | To Anyone        | Album roku                           | Wygrana   |
| 2010 | Can't Nobody     | Piosenka roku                        | Nominacja |
| 2010 | Can't Nobody     | Popularna piosenka wśród internautów | Nominacja |
| 2011 | 2NE1             | Top 10                               | Wygrana   |
| 2011 | 2NE1             | Album roku                           | Wygrana   |
| 2011 | I Am the Best    | Popularna piosenka wśród internautów | Nominacja |
| 2011 | I Am the Best    | Piosenka roku                        | Nominacja |
| 2011 | Lonely           | Piosenka roku                        | Nominacja |
| 2012 | 2NE1             | Top 10                               | Wygrana   |
| 2012 | 2NE1             | Artysta roku                         | Nominacja |
| 2012 | 2NE1             | Międzynarodowy artysta               | Nominacja |
| 2012 | I Love You       | Piosenka roku                        | Nominacja |
| 2013 | 2NE1             | Międzynarodowy artysta               | Nominacja |
| 2014 | 2NE1             | Top 10                               | Wygrana   |
| 2014 | Crush            | Album roku                           | Nominacja |
| 2014 | Come Back Home   | Najlepsza elektroniczna piosenka     | Wygrana   |
| 2014 | If I Were You    | Najlepsza piosenka R&B               | Nominacja |